# Nolan Kasper
Nolan Kasper (* 27. März 1989 in Morristown, New Jersey) ist ein ehemaliger US-amerikanischer Skiläufer. Seine Stärken lagen in den technischen Disziplinen, insbesondere im Slalom.

## Biografie
Kasper besuchte die Burke Mountain Academy in Burke, Vermont und startete ab Dezember 2004 bei FIS-Rennen. 2007 wurde er nach einigen Erfolgen ins Nachwuchsteam des US-amerikanischen Skiverbandes aufgenommen. Im Februar desselben Jahres bestritt er seine ersten Rennen im Nor-Am Cup. Bei den Juniorenweltmeisterschaften 2009 in Garmisch-Partenkirchen gewann er die Bronzemedaille im Slalom. In der Saison 2009/10 hatte Kasper seine ersten großen Erfolge. Er gewann ein Nor-Am-Rennen und erreichte fünf weitere Podestplätze. Zudem wurde er Sieger der Slalomwertung und Dritter der Gesamtwertung.
Am 15. November 2009 hatte Kasper sein Debüt im Weltcup und fuhr im Slalom von Levi auf Platz 59. Im Slalom von Kitzbühel am 24. Januar 2010 gelang ihm erstmals die Qualifikation für den zweiten Lauf, blieb aber aufgrund des großen Zeitrückstandes ohne Weltcuppunkte. Diese holte er erstmals zwei Tage später mit Rang 24 im Nachtslalom von Schladming. Er wurde für die Olympischen Spiele 2010 nominiert und fuhr in Whistler auf Platz 24 im Slalom.
Nachdem Kasper fast ein Jahr lang nicht im Weltcup gepunktet, aber in der Saison 2010/11 gute Ergebnisse im Europacup erzielt hatte (er gewann die Slalomwertung und wurde Fünfter im Gesamtklassement), erzielte er im Januar 2011 zwei Top-15-Platzierungen. Im darauf folgenden Monat erreichte er bei den Weltmeisterschaften 2011 in Garmisch-Partenkirchen den 15. Platz im Slalom. Er konnte sich weiter steigern und schaffte Ende Februar in Bansko erstmals eine Top-10-Platzierung. Am 6. März 2011 gelang ihm mit Platz zwei im Slalom von Kranjska Gora (zeitgleich mit Axel Bäck) die einzige Weltcup-Podestplatzierung seiner Karriere.
Im September 2011 wurde Kasper an der Hüfte operiert, worauf er erst Anfang November wieder mit Schneetraining beginnen konnte. Dennoch erreichte er Zu Beginn der Saison 2011/12 im Slalom von Beaver Creek am 8. Dezember den vierten Platz, der sein bestes Saisonergebnis blieb. In zwei weiteren Weltcupslaloms des Winters fuhr er unter die besten zehn. Im Frühjahr 2012 musste er sich erneut einer Hüftoperation unterziehen. Am 7. Dezember 2012 erlitt Kasper beim Slalomtraining vor dem Weltcuprennen in Val-d’Isère schwere Knieverletzungen (Kreuzband- und Meniskusriss im rechten Knie sowie Innenbandriss im linken Knie). Nach einem Jahr Pause konnte er sich in der Weltcupsaison 2013/14 zweimal in den Punkterängen klassieren, wobei ein 18. Platz sein Bestergebnis war.
Nach einem enttäuschenden Beginn der Saison 2014/15 (keine Weltcuppunkte in sieben Rennen) musste er erneut operiert werden, diesmal wegen eines Knorpelschadens. Die darauf folgende Operation führte zu Komplikationen, die drei weitere Operationen erforderlich machten. Zweieinhalb Jahre lang konnte er kein einziges Rennen bestreiten. Während dieser Zeit schloss er sein Wirtschaftsstudium am Dartmouth College ab. Im November 2017 wagte er ein weiteres Comeback. Er gewann mehrere FIS-Rennen und einen Slalom im Nor-Am Cup. Am 14. Januar 2018 fuhr er im Slalom von Kitzbühel auf Platz 20, was ihm die Teilnahme an den Olympischen Winterspielen 2018 in Pyeongchang ermöglichte. Dort schied er im zweiten Lauf des Slaloms aus und erreichte im Mannschaftswettbewerb Platz 9. Schließlich erklärte er am 24. April 2018 seinen Rücktritt vom Spitzensport.

## Erfolge

### Olympische Spiele
- Vancouver 2010: 24. Slalom
- Sotschi 2014: 13. Slalom
- Pyeongchang 2018: 9. Mannschaftswettbewerb

### Weltmeisterschaften
- Garmisch-Partenkirchen 2011: 15. Slalom

### Weltcup
- 5 Platzierungen unter den besten zehn, davon 1 Podestplatz

Weltcupwertungen:
| Saison  | Gesamt | Gesamt | Slalom | Slalom |
| Saison  | Platz  | Punkte | Platz  | Punkte |
| ------- | ------ | ------ | ------ | ------ |
| 2009/10 | 141.   | 7      | 56.    | 7      |
| 2010/11 | 48.    | 164    | 17.    | 164    |
| 2011/12 | 55.    | 162    | 19.    | 162    |
| 2013/14 | 113.   | 18     | 40.    | 18     |
| 2017/18 | 139.   | 11     | 48.    | 11     |

### Nor-Am Cup
- Saison 2009/10: 3. Gesamtwertung, 1. Slalomwertung, 2. Riesenslalomwertung
- Saison 2013/14: 8. Slalomwertung
- Saison 2017/18: 9. Slalomwertung
- 9 Podestplätze, davon 2 Siege:

| Datum             | Ort      | Land   | Disziplin |
| ----------------- | -------- | ------ | --------- |
| 15. Dezember 2009 | Panorama | Kanada | Slalom    |
| 16. Dezember 2017 | Panorama | Kanada | Slalom    |

### Europacup
- Saison 2010/11: 5. Gesamtwertung, 1. Slalomwertung, 5. Kombinationswertung
- 6 Podestplätze, davon 1 Sieg:

| Datum           | Ort  | Land    | Disziplin |
| --------------- | ---- | ------- | --------- |
| 19. Januar 2011 | Zuoz | Schweiz | Slalom    |

### Juniorenweltmeisterschaften
- Formigal 2008: 15. Slalom, 23. Riesenslalom
- Garmisch-Partenkirchen 2009: 3. Slalom, 8. Riesenslalom, 14. Super-G

### Weitere Erfolge
- 9 Siege in FIS-Rennen
- 4 Podestplätze im Australia New Zealand Cup